# Joachim Wtewael
Joachim Anthonisz Wtewael (Utrecht, 1566 — Utrecht, 1 de agosto de 1638) foi um notável pintor, desenhista e gravurista) holandês. 
Wtewael (cujo sobrenome é por vezes grafado Uytewael) iniciou a sua carreira fazendo gravuras em vidro com seu pai em sua terra natal, na cidade de Utrecht. Em 1586, ele começou uma viagem de seis anos pela Europa, especificamente por França e Itália, onde permaneceu  principalmente em Pádua, onde começou a produzir as suas internacionalmente renomadas pinturas (i.e. as pinturas reproduzidas nesta página: O martírio de São Sebastião e Uma cena de cozinha típica dos Países Baixos da época).
De volta a Utrecht, em 1592, aos vinte e cinco anos de idade, Wtewael se afiliou a uma guilda (associação de artesãos ou profissionais) na qualidade profissional de pintor e começou a produzir pinturas, desenhos, gravuras e vitrais. Ele foi um dos últimos pintores a ater-se firmemente ao maneirismo naquele país, ignorando o naturalismo que se tornara prevalente.

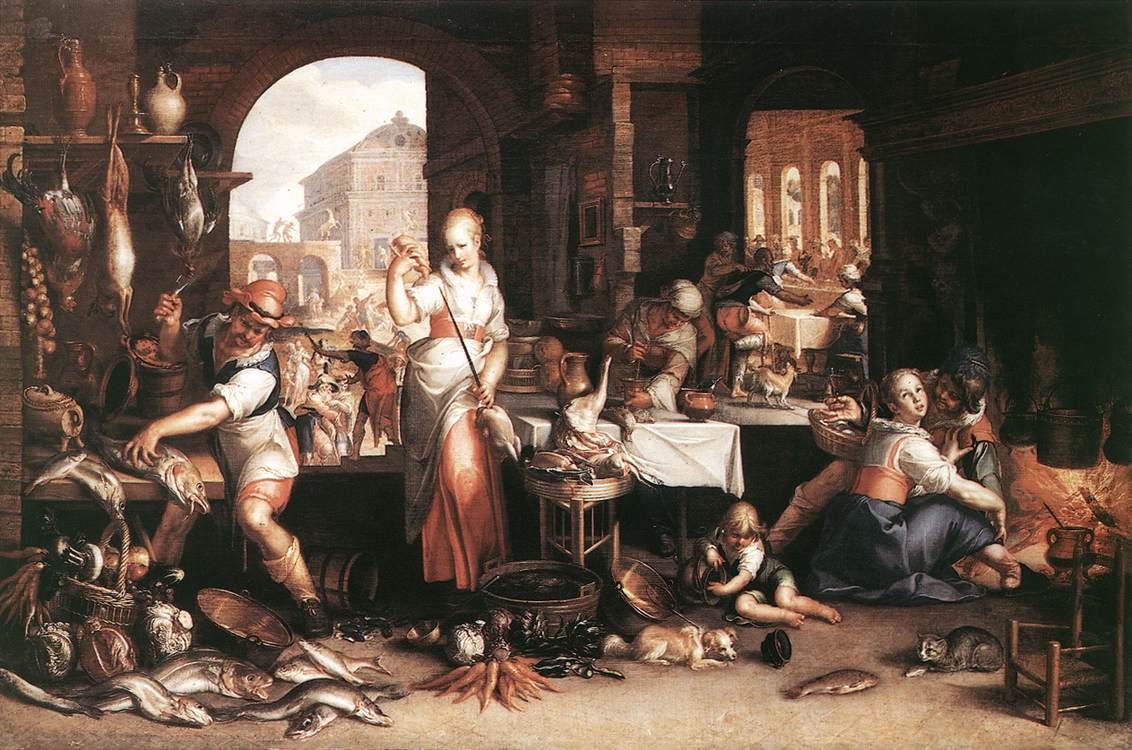
Cena de cozinha (1604)

Wtewael tornou-se o líder dos proponentes neerlandeses do maneirismo. Seu estilo distinto e charmosamente artificial, que permaneceu intocado pelos desenvolvimentos naturalísticos emergentes e sendo estabelecidos em sua volta, mantendo características como cores acídicas e contendo figuras elegantes em poses intencionalmente distorcidas. A melhor coleção de seu trabalho, contendo um autoretrato (datado em 1601), se encontra no Centraal Museum de Utrecht.